# Fuente de Piedra
Fuente de Piedra é um município da Espanha na província de Málaga, comunidade autónoma da Andaluzia, de área 91 km² com população de 2341 habitantes (2004) e densidade populacional de 22,74 hab/km².

## Demografia
| Variação demográfica do município entre 1991 e 2004 | Variação demográfica do município entre 1991 e 2004 | Variação demográfica do município entre 1991 e 2004 | Variação demográfica do município entre 1991 e 2004 |
| --------------------------------------------------- | --------------------------------------------------- | --------------------------------------------------- | --------------------------------------------------- |
| 1991                                                | 1996                                                | 2001                                                | 2004                                                |
| 1931                                                | 2059                                                | 2076                                                | 2067                                                |